# Famiglie senatorie bolognesi

Stampa d'epoca riportante nomi e stemmi familiari dei 50 senatori bolognesi, tratto da: Pompeo Scipione Dolfi. Cronologia delle famiglie nobili di Bologna (1670)

Le famiglie senatorie bolognesi sono le famiglie nobili che tra il 1466 e il 1797 fecero parte del Senato bolognese, massimo organo governativo bolognese, unitamente al Legato pontificio.

## Storia
Il Senato bolognese trae origine dalla magistratura dei XVI Riformatori dello Stato di Libertà istituita nel 1394, formata da 4 membri per ognuno dei 4 quartieri cittadini, eletti dal Consiglio dei 600. Essi erano scelti sia tra il ceto nobiliare, sia tra quello popolare, e agivano insieme al Gonfaloniere di Giustizia, agli Anziani e ai Massari delle Arti per conservare la pace e la libertà della città. Nel 1431 papa Eugenio IV portò il loro numero a venti, pose loro a capo il Gonfaloniere di Giustizia e assegnò loro il compito di consiglieri del Legato. La nascita ufficiale del Senato risale al 19 giugno 1466 quando papa Paolo II nominò 21 senatori (che mantenevano il nome di Riformatori) a vita con il diritto di scegliersi un successore, che doveva essere ratificato dal papa. A capo del nuovo senato, come Gonfaloniere perpetuo, fu posto Giovanni II Bentivoglio. Nel 1468 fu decretato che il Gonfaloniere venisse scelto solo all'interno del Senato. 

Nel 1506, Giulio II dichiarò decaduti i senatori bentivoleschi, e costituì un nuovo Senato di 40 membri. Tra il 23 maggio 1511 e il 24 giugno 1512, con il ritorno in città di Annibale II Bentivoglio, i senatori furono riportati a 31, e reintegrati nel numero di 40 al ritorno di Bologna sotto l'autorità papale (1513). 

Il 21 marzo 1589, Sisto V aumentò a 50 il numero di senatori, provocando aspre reazioni da parte della nobiltà bolognese, timorosa di perdere influenza con l'ingresso in senato di nuovi membri filo-papali: per questo i senatori continuarono a definirsi "i Quaranta". L'ultima aggregazione di nuovi membri avvenne all'ingresso delle truppe napoleoniche in città: il numero fu portato a 92, fino alla definitiva soppressione, il 31 maggio 1797.

## Caratteristiche
La carica di senatore fu sempre a vita, anche se a partire dal XVII secolo divenne de facto ereditaria all'interno di poche famiglie nobiliari, a meno che non cadessero in disgrazia presso la corte papale, che doveva sempre ratificare la nomina dei nuovi senatori. 

All'interno del Senato veniva eletto il Gonfaloniere di Giustizia, che era formalmente al vertice del governo cittadino, anche se la sua permanenza al potere di soli due mesi rendeva questa figura poco più che simbolica. Sempre all'interno del Senato venivano estratti a sorte ogni due mesi gli otto Anziani, che affiancavano al governo il Gonfaloniere.

## Arte
Il ruolo artistico delle famiglie senatorie è fondamentale nella storia bolognese. Dal momento che la loro funzione politica era solo una larva di ciò che era stato in età comunale, gli impegni più notevoli dal punto di vista finanziario e intellettuale riguardarono proprio la costruzione di palazzi, ville rurali, nonché la decorazione di cappelle gentilizie ed edifici di culto.

## Elenco
Tra il 1466 e il 1797, furono 99 le famiglie che si fregiarono del titolo senatorio. Di seguito vengono indicati gli anni in cui i loro membri furono senatori e, tra parentesi, il seggio che occuparono a partire dal 1513:
1. Albergati, 1506-1511, 1513-1519 (I), 1523-1797 (I),
2. Aldrovandi, 1467-1468, 1488-1583 (II), 1590-1644 (XLI), 1672-1797 (XLVI)
3. Angelelli, 1507-1511, 1513-1523 (III), 1558-1563 (XXI), 1564-1689 (XXVI); Angelelli-Malvezzi, 1735-1797 (XXXV)
4. Ariosti, 1466-1477, 1489-1508, 1511-1513, 1728-1785 (X)
5. Dall'Armi, 1466-1484, 1506-1510, 1513-1516 (IV), 1518-1614 (IV)
6. Azzolini, 1662-1702 (II)
7. Bandini, 1560-1589 (XVIII)
8. Barbazzi, 1644-1797 (XLI)
9. Bargellini, 1476-1543 (V), 1544-1595 (XXXVII), 1599-1797 (XXXVII)
10. Beccadelli, 1713-1796 (III)
11. Bentivoglio (dominanti), 1466-1506, 1511-1512
12. Bentivoglio (non dominanti), 1466-1797 (VI)
13. Bevilacqua, 1793-1797
14. Bianchetti, 1466-1547 (VII), 1549-1662 (VIII), 1702-1745 (XI)
15. De' Bianchi, 1466-1507, 1511-1525 (VIII), 1528-1549 (VIII), 1561-1607 (V), 1745-1797 (XXXVI)
16. Bianchini, 1508-1511, 1529-1561 (V), 1599-1761 (XX)
17. Boccadiferro, 1713-1734 (XXXV)
18. Bolognetti, 1556-1574 (XXIV), 1582-1662 (XI), 1689-1770 (XXIV)
19. Bolognini, 1506-1511, 1513-1526 (IX), 1528-1621 (IX), 1738-1797 (IX)
20. Boncompagni, 1569-1796 (XXIII)
21. Bonfioli (o Bonfiglioli), 1583-1756 (II); Bonfioli-Malvezzi 1768-1781
22. Boschetti, 1590-1627 (XLII)
23. Bovi (o Bovio), 1621-1738 (IX); Bovio-Silvestri 1750-1797 (XXVI)
24. Braschi Onesti, 1788-1797 (XV)
25. de' Buoi, 1730-1797 (XXVIII)
26. Caccialupi, 1466-1476; Caccialupi-Malvezzi 1551-1558 (XXI)
27. Caccianemici, 1466-1472
28. Calderini, 1528-1582 (XI), 1593-1786 (XLIX)
29. Campeggi, 1506-1511, 1513-1728 (X)
30. Caprara, 1616-1797 (XLIII)
31. Carbonesi, 1506-1511, 1513-1528 (XI)
32. Casali, 1525-1550 (XVII), 1551-1797 (XXXIX)
33. Castelli, 1466-1589 (XII), 1590-1615 (XLIII)
34. Cattani, 1468-1508, 1511-1520 (XIII)
35. Cospi, 1506-1507, 1513-1516 (XIV), 1525-1797 (XIV)
36. Davia, 1672-1797 (XX)
37. Dondini Ghiselli, 1771-1797 (XLII)
38. Facchinetti, 1586-1685 (XXXVI); Pamphili (eredi dei Facchinetti), 1685-1747 (XXXVI), 1751-1760 (XI)
39. Fantuzzi, 1467-1489, 1495-1779 (XV)
40. Felicini, 1506-1584 (XVI)
41. Fibbia, 1624-1719 (XIX); Fibbia-Fabbri, 1777-1797 (XXX)
42. Foscherari, 1506-1511, 1513-1519 (XVII), 1548-1586 (XXXVI), 1686-1713 (XXXV)
43. Gessi, 1626-1730 (XXIX)
44. Ghiselli Vasselli, 1578-1597 (V)
45. Ghisilardi, 1553-1713 (III)
46. Ghisilieri, 1506-1511, 1513-1541 (XVIII), 1550-1797 (XVII)
47. Gozzadini, 1466-1485, 1506-1583 (XIX), 1590-1797 (XLIV)
48. Grassi, 1506-1529 (XX), 1547-1797 (VII)
49. Grati, 1466, 1482-1519 (XXI), 1528-1551 (XXI), 1571-1797 (XXXIII)
50. Griffoni, 1511

1. Guastavillani, 1508-1511, 1513-1554 (XXII), 1571-1797 (XIII)
2. Guidotti, 1466-1478, 1503-1508, 1511-1554 (XXXII), 1567-1578 (V), 1590-1797 (XLV)
3. Hercolani, 1528-1579 (XXV), 1590-1593 (XLIX), 1600-1797 (XXI)
4. Isolani, 1506-1511, 1513-1569 (XXIII), 1574-1797 (XXXI)
5. Lambertini, 1484-1486, 1506-1555 (XXIV), 1574-1688 (XXIV), 1707-1797 (XII)
6. Legnani, 1506-1511, 1513-1514 (XXV), 1557-1797 (XL)
7. Lini o dal Lino, 1503-1538 (XXVI), 1589-1620 (XXVIII)
8. Loiani, 1508-1511
9. Ludovisi, 1506-1511, 1528-1570 (XXXIII), 1590-1591 (XLVI), 1608-1672 (XX)
10. Lupari, 1528-1571 (XIII), 1591-1671 (XLVI)
11. Magnani, 1511-1513, 1590-1638 (XLVII), 1640-1648 (XXXV), 1654-1659 (XXXV), 1661-1686 (XXXV), 1697-1797 (XXII)
12. Malvasia, 1554-1697 (XXII), 1756-1797 (II)
13. Malvezzi, 1466-1505, 1466-1495, 1506-1797 (XXVII)
14. Manzoli, 1506-1560 (XXVIII), 1583-1624 (XIX), 1689-1750 (XXVI)
15. Marescalchi, 1578-1599 (XXI), 1614-1643 (IV), 1678-1797 (XXV)
16. Marescotti, 1466-1503, 1506-1511, 1513-1690 (XXIX); Marescotti-Berselli, 1783-1797
17. Marsigli, 1483-1511, 1513-1775 (XXX)
18. Montecalvi, 1477-1506, 1511-1513, 1526
19. Monti, 1719-1797 (XIX)
20. Orsi, 1485-1516 (XXXI), 1528-1574 (XXXI), 1590-1797 (XLVIII)
21. Paleotti, 1514-1516 (XXV), 1525-1528 (XXV), 1541-1690 (XVIII)
22. Paltroni, 1507-1511, 1513-1520 (XXXIII)
23. Pasi, 1508-1511, 1513 (XXXII)
24. Pellegrini, 1554-1572 (XXXII)
25. Pepoli, 1506-1797 (XXXIV)
26. Piatesi, 1579-1588 (XXV), 1590 (XLIX)
27. Poeti, 1466-1505, 1506-1621 (XXXV)
28. Purghi (o dal Purgo), 1466-1467
29. Ranuzzi, 1466-1540 (XXXVI), 1541-1551 (XXXIX), 1600-1624 (XIX), 1634-1797 (XVI)
30. Ratta, 1676-1797 (XXXII)
31. Riario, 1572-1676 (XXXII), 1690-1797 (XVIII)
32. Ringhieri, 1505-1508, 1511-1544 (XXXVII)
33. Rossi, 1466-1503, 1528-1552 (III); Marsigli Rossi Lombardi, 1762-1797 (XI)
34. Ruini, 1584-1634 (XVI)
35. Salaroli, 1487-1488
36. Sampieri, 1478-1516 (XXXVIII), 1538-1564 (XXVI), 1590-1797 (L)
37. Sanuti, 1466-1482
38. Sassoni (o da Sassuno), 1472-1483, 1505-1511, 1513-1524 (XXXIX), 1528-1541 (XXXIX)
39. Savioli, 1770-1797
40. Scappi, 1590-1707 (XII)
41. Seccadenari, 1615-1616 (XLIII)
42. Segni, 1648-1654 (XXXV), 1691-1797 (VIII)
43. Spada, 1638-1797 (XLVII)
44. Tanari, 1629-1771 (XLII), 1791-1797 (IX)
45. Vassè Pietramellara, 1644-1796 (IV)
46. Vitali, 1543-1567 (V)
47. Vizzani, 1622-1640 (XXXV), 1662-1691 (VIII)
48. Volta, 1466-1557 (XL), 1563-1578 (XXI), 1589-1678 (XXV)
49. Zambeccari, 1506-1510, 1518-1797 (XXXVIII)